# Connarus monocarpus
Connarus monocarpus är en tvåhjärtbladig växtart. Connarus monocarpus ingår i släktet Connarus och familjen Connaraceae.

## Underarter
Arten delas in i följande underarter:
- C. m. malayensis
- C. m. monocarpus